# Bruno Oscar Schmidt
Bruno Oscar Schmidt, född 6 oktober 1986 i Brasília, är en brasiliansk beachvolleybollspelare.
Schmidt blev olympisk guldmedaljör i beachvolleyboll vid sommarspelen 2016 i Rio de Janeiro.